# Majkovi
Majkovi falu Horvátországban, Dubrovnik-Neretva megyében. Közigazgatásilag Dubrovačko primorje községhez tartozik.

## Fekvése
A Dubrovnik városától légvonalban 19, közúton 28 km-re északnyugatra, községközpontjától légvonalban 3, közúton 6 km-re délkeletre a tengermelléken, a Dubrovnikból Metkovićra menő út mentén fekszik. Főbb településrészei Donji és Gornji Majkovi, melyek Donji Majkovi, Grbljava, Kunja Ljut-Sjekavica, Podosojnik, Rajkovići, Gornji Majkovi, Drvenik, Kovačići, Prljevići, Prodanići és Rožetići településrészekből állnak.

## Története
Majkovi területe már ősidők óta lakott. Az itt élt első ismert nép az illírek voltak, akik az i. e. 2. évezredtől fogva éltek itt magaslatokon épített erődített településeken és kövekből rakott halomsírokba temetkeztek. Területén illír erődített település maradványai található az Ograđenica nevű magaslaton. Halomsírjaikból több tucat található a település határában is többek között a Krajčin Dolac, Grdanj Vrh, Grbljava, Kuk, Ilijino Brdo stb. helyeken. Az illírek i. e. 35-ig uralták a térséget, amikor Octavianus hadai végső győzelmet arattak felettük. A Nyugatrómai Birodalom bukása után 493-tól a keleti gótok uralták a területet. 535-ben Dalmáciával együtt a Bizánci Császárság uralma alá került. A horvátok ősei a 7. században érkeztek Dalmáciába és csakhamar megalapították első településeiket. Ezek elsőként a termékeny mező melletti, ivóvízzel rendelkező helyeken alakultak ki. A Dubrovniki tengermellék hét plébániájával Zahumljéhez tartozott, a zsupán az északnyugatra fekvő Ošljéban székelt egészen az 1241-ben bekövetkezett tatárjárásig. Ezután a zsupán a közeli Slanóba települt át és ez a település lett az egész Dubrovniki tengermellék központja. 1399-ben a Dubrovniki tengermellékkel együtt Majkovi területe is a Raguzai Köztársaság része lett, amely megvásárolta Ostoja bosnyák királytól. Gredelj majkovi kenéz és hívei azonban felkeltek az új hatalom ellen, de a raguzaiak álmukban meglepve őket elfogták a tömlöcbe vetették. Donja és Gornja Majkovát mint a tengermellék akkori legnagyobb települését később is gyakran említik a raguzai levéltár iratai. 1601-ben a két település temploma egy végrendeletben "Sanctae Trinitatis de Maglcoue Dogne", illetve "Sancti Stephani de Maglcoui Gorgni" alakban szerepel. Majkovin a Szentháromság és Szent István templomokon kívül még több római katolikus templom és kápolna is áll, amelyeket Szent Péter, Szent Liberanus, Szent Illés, Szent Miklós és a Gyógyító boldogasszony tiszteletére szenteltek és amelyek közül néhány a település védett kulturális örökségének része.
A Raguzai Köztársaság bukása után 1806-ban Dalmáciával együtt ez a térség is a köztársaságot legyőző franciák uralma alá került, de Napóleon bukása után 1815-ben a berlini kongresszus Dalmáciával együtt a Habsburgoknak ítélte. A majkovi plébániát 1857-ben alapították. A településnek 1857-ben 781, 1910-ben 793 lakosa volt. 1918-ban az új szerb-horvát-szlovén állam, majd később Jugoszlávia része lett. Fejlődésére jótékonyan hatott az Adria-parti főút megépítése 1965-ben, mely immár közúton is összekötötte a régebben inkább hajóval megközelíthető nagyobb településekkel Slanóval és Dubrovnikkal. A délszláv háború során 1991. október 1-jén kezdődött a jugoszláv hadsereg (JNA) támadása a Dubrovniki tengermellék ellen. Az elfoglalt települést a szerb erők kifosztották és felégették. 1992. májusáig lényegében lakatlan volt. A háború után rögtön elkezdődött az újjáépítés. 1996-ban földrengés okozott súlyos károkat. 1997-ben megalakult Dubrovačko primorje község, melynek Majkovi is része lett. A településnek 2011-ben 194 lakosa volt, akik főként mezőgazdaságból, halászatból és a turizmusból éltek.

## Népesség
| Lakosság változása | Lakosság változása | Lakosság változása | Lakosság változása | Lakosság változása | Lakosság változása | Lakosság változása | Lakosság változása | Lakosság változása | Lakosság változása | Lakosság változása | Lakosság változása | Lakosság változása | Lakosság változása | Lakosság változása | Lakosság változása |
| ------------------ | ------------------ | ------------------ | ------------------ | ------------------ | ------------------ | ------------------ | ------------------ | ------------------ | ------------------ | ------------------ | ------------------ | ------------------ | ------------------ | ------------------ | ------------------ |
| 1857               | 1869               | 1880               | 1890               | 1900               | 1910               | 1921               | 1931               | 1948               | 1953               | 1961               | 1971               | 1981               | 1991               | 2001               | 2011               |
| 781                | 727                | 745                | 833                | 823                | 793                | 693                | 691                | 650                | 645                | 559                | 455                | 383                | 273                | 218                | 194                |

## Nevezetességei
- A Szentháromság plébániatemplomot 1904-ben építették a donji majkovi településrészen a régi templom helyén. Az 1671-ben említett régi templomból csak néhány gótikus töredék és a reneszánsz oltár maradt meg. Amikor a délszláv háborúban 1991 októberében a falut a szerbek felégették a templomot sem kímélték meg. 1992. május 25-én a felszabadító harcok során ismét súlyosan megrongálódott. Újjáépítése 2005-ben történt. Egyhajós, kőből épített templom, homlokzatán körablakkal, felül két harang számára kialakított pengefalú harangdúccal, két oldalán félköríves ablakokkal.
- A gornji majkovi Szent István templom a 16. században épült, 2004-ben megújították. Körülötte található a falu temetője.
- A prljevići Xavéri Szent Ferenc templomot a 14./15. században a Tutman család építtette, ma használaton kívül áll.
- A grbljavi Szent Péter templom a 19. században épült a régi, 15. századi templom helyén.
- A majkovi donji Szent Liberan templomot 1905-ben építették.
- A prljevići Gyógyító boldogasszony templom 1898-ban épült.
- Ograđenica ókori várromok
- Podosojnik Szent Illés templom
- Gornji Majkovi Szent Miklós templom
- Ókori halomsírok Krajčin Dolac, Grdanj Vrh, Grbljava, Kuk, Ilijino Brdo, Ilijinogomila Brda, Brdo Osojnik, Rajkovići, Kruševica, Prijevići, Grabovi Dolac

## Gazdaság
- A helyi gazdaság alapját a mezőgazdaság, a szőlőtermesztés, az olajbogyó termelés és a méhészet képezi. A állattenyésztésben a falu a juhtúró előállításáról nevezetes. A településen kőfaragóműhely működik. A régi iskolaépületben mézházat rendeztek be, méhészeti múzeummal, a méhész mesterség eszközeit, a méz előállításának folyamatát bemutató kiállítással.
- A helyiek sokat várnak az A1-es autópálya utolsó, Pločétól Dubrovnikig menő szakaszának megépítésétől, mely fellendítheti a gazdasági életet. Tervben van szélerőművek építése is a település feletti hegyekre.
- A település legnagyobb gondja ma az ivóvíz hiánya, mivel a vízvezeték még nem épült meg. Ez hátráltatja a falusi turizmus fejlesztését is, melynek elengedhetetlen előfeltétele lenne.

## Egyesületek
A településen nőegylet, ifjúsági egyesület és a “Dubrovačko primorje” Méhészeti Egyesület működik.

## Fordítás
Ez a szócikk részben vagy egészben  a   Majkovi című horvát Wikipédia-szócikk ezen változatának fordításán alapul.  Az eredeti cikk szerkesztőit annak laptörténete sorolja fel. Ez a jelzés csupán a megfogalmazás eredetét és a szerzői jogokat jelzi, nem szolgál a cikkben szereplő információk forrásmegjelöléseként.